# 塞吉歐·芬托尼
塞吉歐·芬托尼（義大利語：Sergio Fantoni，1930年8月7日—2020年4月17日），意大利男演員，著名的二戰電影反派角色。他在1949年的電影帕多瓦的安东尼中首次亮相。他還在1960年代的好萊塢電影中多次露面。